# Drosophila takahashii
Drosophila takahashii este o specie de muște din genul Drosophila, familia Drosophilidae, descrisă de Sturtevant în anul 1927. Conform Catalogue of Life specia Drosophila takahashii nu are subspecii cunoscute.